# Leopold von Kalitsch

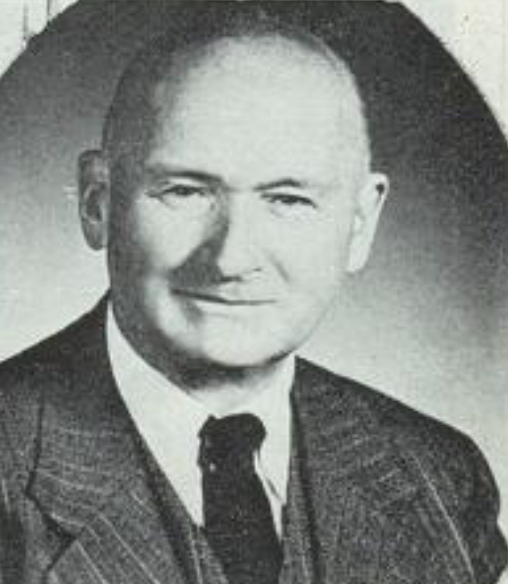
Bild von Leopold von Kalitsch

Leopold Friedrich Magnus Martin Maria von Kalitsch (* 1. Oktober 1889 zu Taschenberg; † 20. Februar 1967 in Ludwigsburg) war ein deutscher Rittergutsbesitzer, Forstmann und Ornithologe.

## Leben

### Herkunft und Familie
Von Kalitsch entstammte einem alten anhaltischen Adelsgeschlecht.  Seine Eltern waren der Kammerherr und Rittmeister Dietrich Ernst (* 15. Oktober 1855 in Dessau; gestorben 11. November 1931) und dessen Ehefrau Elisabeth, geb. von Stülpnagel (* 22. Juli 1867 bei Karlstein zu Zehden; gestorben 27. April 1912). Sein Bruder Wolf (* 31. Mai 1887 zu Taschenberg) starb 1947. Drei andere Brüder, darunter Hans Hermann († 7. Juli 1915) und Curt († 7. Juni 1916), fielen im Ersten Weltkrieg. Er war ein Enkel des Landtagsabgeordneten Hermann von Kalitsch (* 17. April 1818 in Dobritz; † 11. Dezember 1891 ebenda). Er heiratete am 11. August 1919 Karoline, geb. von Cossel (* 20. Februar 1889 in Geldern; † 23. Oktober 1945 auf Dobritz), Tochter des Landrats Otto von Cossel (* 22. Juni 1845 in Rendsburg; † 22. September 1915 in Eberswalde). Ein Sohn aus der gemeinsamen Ehe war Ernst Ludwig von Kalitsch (* 5. März 1920 auf Eberswalde; gefallen 26. Februar 1944), ein kurzweiliger Ornithologe.

### Karriere
Von Kalitsch absolvierte sein Studium als Forstreferendar. Er diente im Ersten Weltkrieg und erreichte dort den Rang eines Oberleutnants der preußischen Armee. In der Nachkriegszeit war er Herr auf Carlstein bei Zehden an der Oder, welches er von seiner Mutter erbte, und betrieb dort sein eigenes Gut, und bot anderen Ornithologen einen günstigen Standort zur Verstauung von wichtigen Materialien, darunter auch Schallplattenserien, an. Auch wirkte er dort als königlich-preußischer Forstreferendar. Er war als Grenznachbar von Walter von Keudell auf die naturnahe Pflege des Waldes eingestellt und widmete sich so in erster Linie der Vogelwelt. 1924 wurde er Mitglied der Deutschen Ornithologischen Gesellschaft. Insgesamt trug er in seiner mehr als dreißigjährigen Wirkungszeit einen großen Anteil zur Ornithologie bei und veröffentlichte seit 1928 mindestens 65 durchwegs kleiner Arbeiten.
Nach dem Zweiten Weltkrieg wurde er enteignet und zog mit seiner Familie nach Süddeutschland.

## Schriften (Auswahl)
- Brutbiologisches von der Rohrweihe. 1928
- Mäusebussard am Erdboden brütend. 1928
- Hochstehendes Nest des grünfüßigen Teichhuhns. 1928
- Späte Bruten von Teichhuhn und Teichrohrsänger. 1928
- Benehmen des Zwergtauchers bei Gefahr am Nest. 1928
- Stamm- und Nachfahrenliste der Familie Drais von Saurbronn. 1929
- Brutbiologisches vom Rothalstaucher. 1929[13]
- Sonderbarer Brutplatz Wasserralle. 1929[14]
- Nest der Weißen Bachstelze auf der Erde. 1929
- Mitarbeit an Kurze Mitteilungen – Ornithologische Monatsberichte. 1930
- Eierzahl der Feldlerche. 1930[15]
- Brutzeit vom Rothalstaucher. 1933[13]
- Altersunterschiede der Jungen in Gartenrotschwanznestern. 1933
- Wendehals brütet in benutzter Pumpe. 1933
- Junger Kuckuck im Wendehalsnest. 1934
- Eine ornithologische Studienreise nach Ostpreußen. 1935
- Mitarbeit an Beiträge zum Zug des Wiedehopfes. 1937
- Zur Frage des Dohlen-Zuges in Ostdeutschland – Der Vogelzug - Berichte über Vogelzugsforschung und Vogelberingung. 1940
- Sechser- und Siebenergelege beim Weißen Storch. 1940
- Zum Brutgeschäft der Dohle und zur Frage des Dohlenzuges. 1943[16]
- Ein Streifzug durch die Vogelwelt unseres Kreises. 1950[17]
- Krähen auf der Flugjagd nach Kleinvögeln. 1951[18]
- Vom Schwarzkehlchen in Württemberg. 1954[19]
- Wanderungen der Schleiereule. 1956[19]